# Charles Jones (cầu thủ bóng đá)
Charles T. Jones (tháng 7 năm 1888 - sau năm 1909) là một cầu thủ bóng đá người Anh thi đấu ở Football League cho Birmingham.
Jones sinh ra ở Moseley của Birmingham. Ông bắt đầu sự nghiệp bóng đá với đội bóng công nhân trước khi gia nhập Birmingham năm 1908. Ông có màn ra mắt, cũng là trận đấu duy nhất, ở Football League Second Division ngày 30 tháng 1 năm 1909 trong trận hòa 1-1 trước Burnley. Sau đó ông gia nhập Bristol Rovers của Southern League, thỉnh thoảng thi đấu và dự bị cho Billy Peplow.